# 中村賢二郎 (歴史学者)
中村 賢二郎（なかむら けんじろう、1925年5月30日 - ）は、日本の西洋史学者、京都大学人文科学研究所名誉教授。宗教改革を専門とした。

## 経歴
1925年、兵庫県神戸市で生まれた。京都帝国大学文学部史学科で学び、1948年に卒業。
1950年、神戸大学文理学部助手に採用された。1958年、立命館大学文学部助教授に就いた。1965年に京都大学人文科学研究所助教授に転じ、1977年に教授昇格。1990年に京都大学を定年退官し、名誉教授となった。

## 著作
単著
- 『宗教改革と国家』ミネルヴァ書房 1976

共編著
- 『世界の中の日本百年』会田雄次・野田宣雄・望田幸男共著、文藝春秋 1967
- 『ルネサンス』(世界の歴史 12) 会田雄次共著 河出書房新社 1974
  - 新版 1980
  - 文庫化 河出文庫 1989
- 『宗教改革と都市』倉塚平共編、刀水書房 1983
- 『都市の社会史』編、ミネルヴァ書房 1983
- 『歴史のなかの都市：続都市の社会史』編、ミネルヴァ書房(京都大学人文科学研究所報告) 1986

訳書
- 『社会経済史における十四・五世紀』フリードリヒ・リユトゲ（英語版）著、未来社(社会科学ゼミナール) 1958
- 『原典宗教改革史』瀬原義生・倉塚平・田中真造・久米あつみ・森田安一共編訳、ヨルダン社 1976
- 『カルヴァン時代のジュネーヴ：宗教改革と都市国家』E.W.モンター著、砂原教男共訳 ヨルダン社 1978
- 『ヨーロッパの民衆文化』ピーター・バーク著、谷泰共訳、人文書院 1988
- 『宗教改革の先駆者たち』(宗教改革著作集 1) 教文館 2001

訳担当「教会論(1413年) 」ヤン・フス著